# Arius bonillai
Arius bonillai је зракоперка из реда Siluriformes. 

## Угроженост
Ова врста се сматра угроженом.

## Распрострањење
Врста је присутна у Колумбији.

## Станиште
Станиште врсте су слатководна и морска подручја.